# Pena

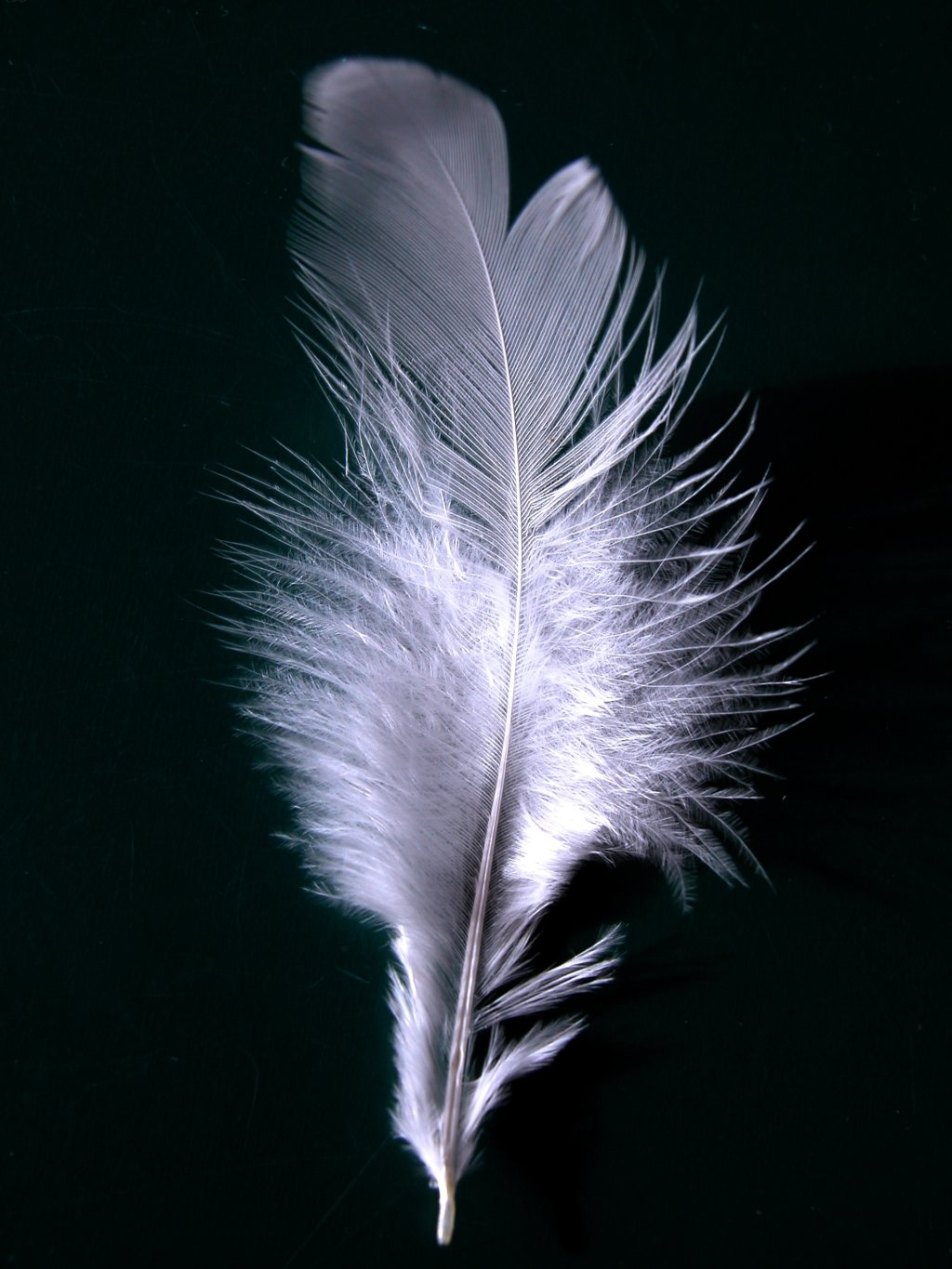
Uma pena branca vista de perto

As penas são crescimentos epidérmicos que formam uma cobertura externa distinta, ou plumagem, em dinossauros, tanto avianos (Aves) quanto alguns não-avianos (que não são aves) e possivelmente outros Archosauromorpha. Elas são consideradas as mais complexas estruturas tegumentárias encontradas nos vertebrados e um exemplo importante de uma novidade evolucionária complexa. Elas estão entre as características que distinguem as aves vivas de outros grupos vivos.
Embora as penas cubram a maior parte do corpo das aves, elas surgem apenas de certos tratos bem definidos na pele. Eles auxiliam no voo, no isolamento térmico e na impermeabilização. Além disso, a coloração ajuda na comunicação e proteção.

## Estrutura e características
As penas estão entre os apêndices tegumentares mais complexos encontrados em vertebrados e são formadas em pequenos folículos na epiderme que produzem proteínas de queratina. A β-queratina em penas, bicos e garras é composta por fitas de proteína ligadas por hidrogênio em folhas-β pregueadas, que são então ainda mais torcidas e reticuladas por pontes de dissulfeto em estruturas ainda mais resistentes do que as α-queratinas do cabelo, chifres e cascos dos mamíferos. Os sinais exatos que induzem o crescimento de penas na pele não são conhecidos, mas foi descoberto que o fator de transcrição cDermo-1 induz o crescimento de penas na pele e escamas na perna.

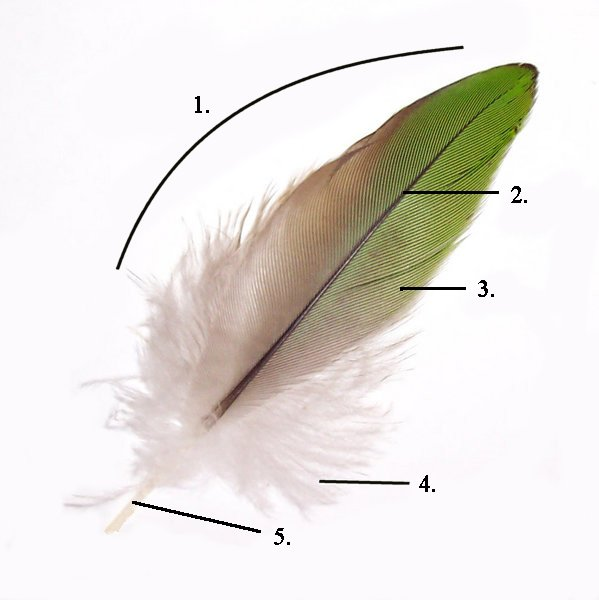
Partes de uma pena: 1. Vexilo; 2. Ráquis; 3. Barba; 4. ; 5. Cálamo

### Partes de uma pena
Uma pena típica apresenta um eixo principal, chamada ráquis ou raque.
O vexilo é a parte da pena que se estende para os dois lados da raque e, dependendo do tipo de pena, pode ser plumáceo (macio e fofo) ou penáceo (intimamente entrelaçado). 
Fundidos a raque estão uma série de filamentos chamados de barbas; as próprias barbas também são ramificadas e formam as bárbulas. Essas bárbulas têm ganchos minúsculos chamados barbicelas para fixação cruzada. Na base da pena, o ráquis se expande para formar o uma estrutura tubular e oca, o cálamo, que se insere em um folículo na pele.

### Classificação
O conjunto de todas as penas de uma ave é chamado de plumagem e o processo de substituição das penas é conhecido como muda. As penas das aves que vivem na água são impermeabilizadas através de um óleo lubrificante que elas próprias produzem e espalham com o bico, em uma glândula especial chamada uropigiana, próxima da região da cauda.
Dependendo de sua estrutura, posição e função, existem diferentes tipos de penas:
- Penas típicas ou de contorno: são penas com raque planas, longas e bem desenvolvidas. Existem dois tipos: penas de voo e penas de contorno genéricas. Estes últimos são aqueles que cobrem a cabeça, pescoço, tronco e extremidades, conformando a morfologia geral da plumagem da ave. As penas de voo são aquelas que cobrem as asas e a cauda e são subdivididas em:
  - Rectrizes: são penas da cauda e são frequentemente simétricas, são inseridas no nível da última vértebra caudal.
  - Rêmiges: são as penas da asa e têm um formato irregular. Aquelas que são inseridas na extremidade mais externa da asa são chamadas de primárias. As secundárias são inseridas no rádio, enquanto as mais próximas da base da asa, inseridas na altura do úmero, são as terciárias.
  - Tectrizes ou coberteiras: pequenas, macias e flexíveis e cobrem a base das rêmiges e das rectrizes.
- Plúmulas (penugem lanosa): apresentam raque pequeno ou ausente, tem barbas soltas e macias e bárbulas não entrelaçadas. Ficam por baixo das penas de contorno, formando uma camada que fornece isolamento térmico adicional.
- Plúmulas especializadas de pó ou pulviplumas: localizam-se na região anterior à pelve e produzem um material de queratina que desempenha uma função de lubrificação a seco.
- Plumas: apresentam vexilos macios, mas a raque é maior do que a barba mais longa. Geralmente encontram-se junto a tratos de penas, para auxiliar no isolamento.
- Filoplumas: penas finas e macias, com uma raque longa e barbas curtas na extremidade. Têm funções sensoriais e ornamentais.
- Cerdas: possuem raque rígida e poucas barbas, localizadas principalmente na base. Sua função é principalmente sensorial.
- Hipopenas: estruturas pequenas remanescentes de penas, aderidas à haste no umbigo superior, na posição onde o cálamo emerge da pele.[9]

Aves recém-nascidas de algumas espécies têm um tipo especial de penas, que são empurradas para fora quando as penas normais emergem.

### Funções
As aves têm vários tipos de penas, cada uma com sua estrutura especializada dependendo de sua função. Elas dependem destas penas especializadas para propósitos cruciais. Sua habilidade de voar, em particular, depende das penas de contorno e de voo. As penas de contorno são encontradas na superfície do corpo e ajudam a fazer com que a ave fique aerodinâmica e plana, e reduz a turbulência. As penas grandes de voo nas asas e cauda atuam como um leme no voo, dando controle aerodinâmico.
As penas isolam as aves de baixas temperaturas, radiação solar e água. As aves também costumam usar penas para forrar seus ninhos, fornecendo isolamento para os ovos e filhotes. As penas têm uma estrutura própria, com coluna central e protuberâncias cobertas de penugem que ajudam a manter o ar. A maioria dos filhotes é coberta de penas macias, mas, quando o animal chega à idade adulta, elas ficam escondidas atrás das penas de contorno.
O padrão de cor das penas é frequentemente usado para a camuflagem, escondendo-se de seus predadores ou passando despercebido por suas presas. Como no caso dos peixes, a parte superior e a inferior costumam ter cores diferentes para camuflar tanto quando estão em voo quanto quando estão empoleirados. Diferenças marcantes nos padrões e cores das penas são parte do dimorfismo sexual de muitas espécies de aves e são particularmente importantes na seleção sexual. Em alguns casos, existem diferenças na refletividade UV das penas entre os sexos, embora não haja diferenças em as cores são notadas na faixa visível.
As penas também podem ter funções comunicativas. As penas das asas do macho Machaeropterus deliciosus, por exemplo, têm estruturas especiais que são usadas para produzir sons por estridulação.
Algumas aves podem também apresentam penas de pó que crescem continuamente, com pequenas partículas saindo regularmente das pontas das bárbulas. Essas partículas liberam um pó que que penetra nas penas do corpo da ave e atua como um agente impermeabilizante e condicionador. Este tipo de pena evoluiu independentemente em vários táxons e pode ser encontrado na plumagem de pombos, cacatuas e papagaios ou em áreas localizadas do peito, barriga ou flancos de garças e podargos. Garças utilizam o bico para espalhar o pó, enquanto cacatuas usam a cabeça para aplicar o pó.
As cerdas são penas com ráquis longos e rígidos e poucas barbas. As cerdas ao redor dos olhos e do bico podem ter funções semelhantes às dos cílios e vibrissas dos mamíferos. Acredita-se que poderiam servir a aves insetívoras para capturar suas presas e que poderiam ter funções sensoriais, embora ainda não haja evidências claras. Em um estudo, aves da espécie Empidonax traillii demonstraram capturar insetos tão bem antes e depois da remoção das cerdas rictais.

### Coloração

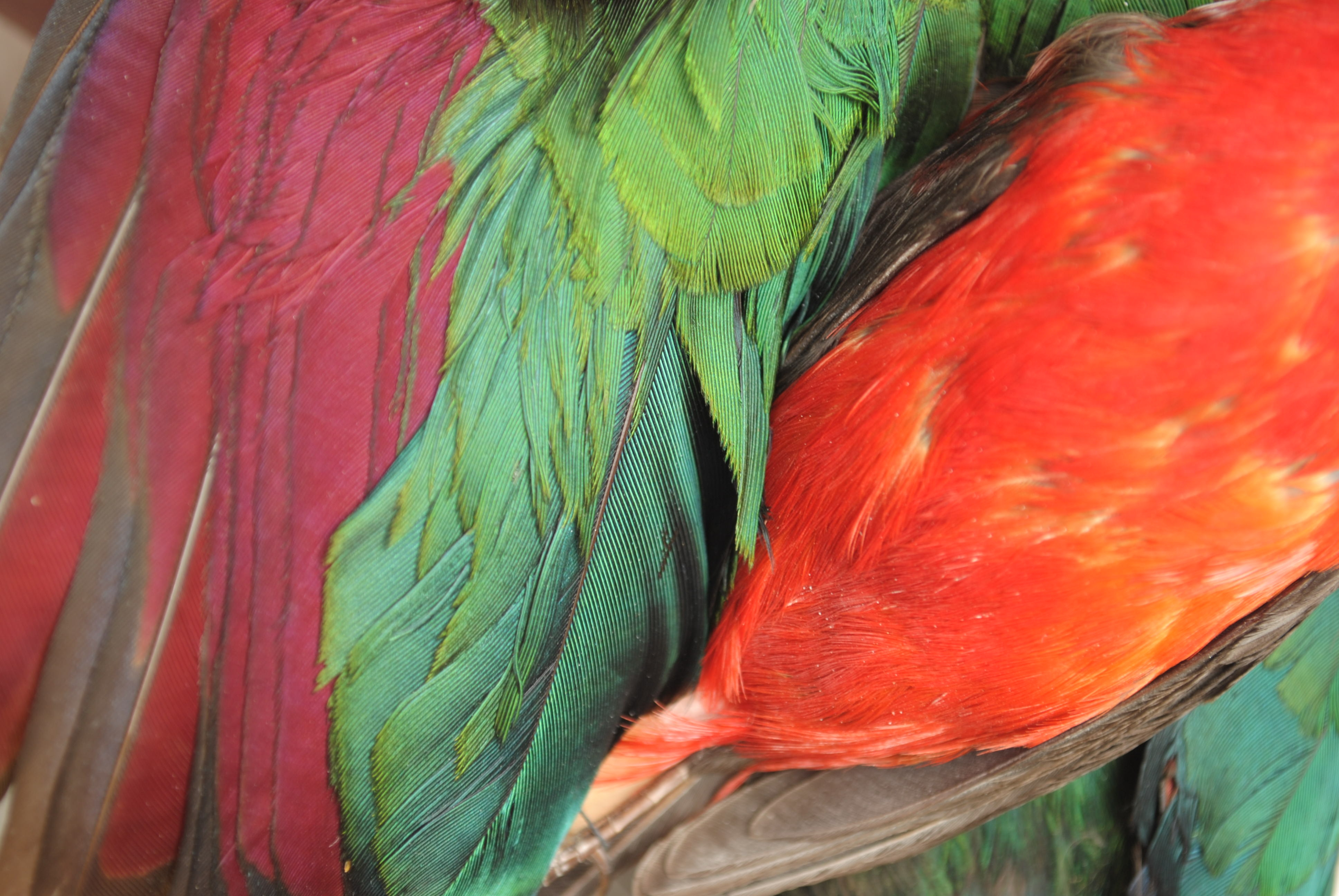
As cores das penas são o resultado de diferentes pigmentos.
Esquerda: turacina (vermelho) e turacoverdina (verde, com tons iridescentes de azul na extremidade inferior) numa asa de turaco-de-bannerman.
Direita: carotenoides (vermelho) e melaninas (negro) nas asas de um tiê-sangue

As cores das penas são produzidas por pigmentos, por estruturas microscópicas que podem refratar, refletir ou espalhar comprimentos de onda de luz selecionados ou por uma combinação de ambos. A maioria dos pigmentos das penas são melaninas (feomelaninas de cor marrom e bege, eumelaninas de cor preta e cinza) e carotenóides (vermelho, amarelo, laranja); outros pigmentos ocorrem apenas em certos táxons - psitacofulvinas do amarelo ao vermelho (em alguns papagaios) e a turacina vermelha e turacoverdina verde (porfirinas são encontradas apenas em turacos).

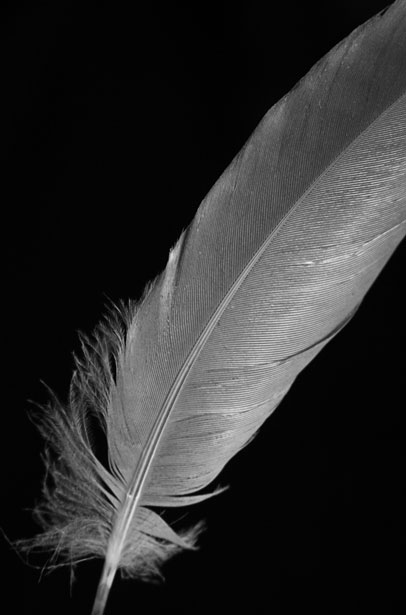
Uma pena sem pigmento

A coloração estrutural está envolvida na produção de cores azuis, na iridescência, na maioria da refletância ultravioleta e no realce de cores pigmentares. Iridescência estrutural foi relatada em penas fósseis datando de mais de 40 milhões de anos. As penas brancas não têm pigmento e espalham a luz de maneira difusa; o albinismo em aves é causado por produção defeituosa de pigmento, embora a coloração estrutural não seja afetada (como pode ser visto, por exemplo, em periquitos azuis e brancos).
Os azuis e verdes brilhantes de muitos papagaios são produzidos pela interferência construtiva da luz refletida de diferentes camadas de estruturas nas penas. No caso da plumagem verde, além do amarelo, a estrutura específica da pena envolvida é chamada por alguns de textura de Dyck. A melanina está frequentemente envolvida na absorção da luz; em combinação com um pigmento amarelo, produz um verde-oliva opaco.
Em algumas aves, as cores das penas podem ser criadas, ou alteradas, por secreções da glândula uropigial. As cores do bico amarelo de muitos calaus são produzidas por essas secreções. Foi sugerido que existem outras diferenças de cor que podem ser visíveis apenas na região ultravioleta, mas os estudos não encontraram evidências. A secreção de óleo da glândula uropigial também pode ter um efeito inibitório nas bactérias das penas.

## Crescimento de penas

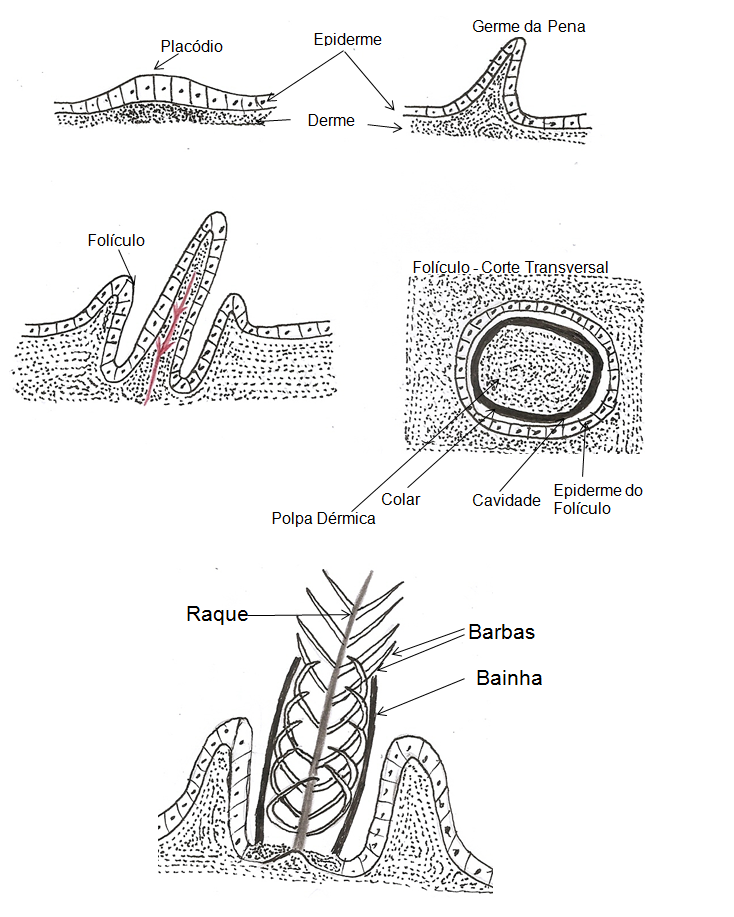
Crescimento de penas

Penas são apêndices tegumentares, assim como escamas e pelos em outros animais. Essas estruturas são formadas a partir da epiderme e derme por mecanismos que envolvem indução recíproca entre esses dois tecidos e são altamente conservadas dentro do grupo dos vertebrados. As penas se desenvolvem ao longo de fileiras específicas no corpo, denominadas pterilas, sendo as áreas sem penas entre elas denominadas aptérias.
O estágio inicial da formação da pena é a formação do placódio; este é formado quando as células da derme se condensam sob a epiderme e sinalizam para que ocorra o espessamento da epiderme. O placódio então começa a se alongar para fora, formando uma estrutura tubular chamada botão de penas ou germe da pena. Ao longo do desenvolvimento do embrião, as células da epiderme começam a proliferar em torno do botão, gerando uma invaginação epidérmica cilíndrica, o folículo. Neste estágio, observa-se, em corte transversal, a região mais interna, denominada polpa dérmica, envolta pelo colar do folículo; a estrutura mais externa é a epiderme do folículo, separada do colar por uma cavidade. A proliferação de células do colar (queratinócitos) força células mais velhas para fora, criando uma estrutura em forma de tubo. As células mais externas desse tubo formam a bainha, estrutura temporária que protege a pena em crescimento. As mais internas se organizam em uma série de costelas longitudinais paralelas (cristas da barba), que darão origem às barbas da pena.
Em penas penáceas, as cristas são deslocadas de maneira helicoidal conforme crescem, até se fundirem com a maior das cristas (crista da raque). Nas plumas, não ocorre esse crescimento helicoidal; a raque é simples e ocorre na base da pena. O crescimento helicoidal das barbas ocorre ao redor do colarinho, duas barbas se formam e estas crescem em direção ao mesmo ponto e quando se encontram, forma-se a raque da pena. As bárbulas são formadas por diferenciação de algumas células periféricas das cristas da barba e morte de outras. Quando as bárbulas começam a se formar, elas se diferenciam e se unem, gerando o que é conhecido como pena de contorno. As diferenças na disposição das bárbulas permitem que a maior parte da grande variedade de penas existentes nas aves seja gerada.
O crescimento da pena a impulsiona para fora da bainha protetora, desenrolando-a, o que leva ao estabelecimento do formato laminar da pena penácea. Somente nesse estágio final que as bárbulas de uma barba podem se enganchar com as de outras barbas, estabelecendo relativa rigidez à lâmina. O cálamo (estrutura oca na base da pena) também se forma nesses estágios finais, a partir do colar do folículo. O pigmento para a coloração é depositado nas células epidérmicas durante o crescimento no folículo, porém não depois. Quando o crescimento termina, rompe-se a bainha, a qual é retida por alisamento com o bico. Aí, a pena distende-se em sua forma completa.
Para que o desenvolvimento da pluma ocorra corretamente, é necessária a interação de múltiplas moléculas que auxiliam na sinalização de aspectos de grande importância e na coordenação de diversos processos. A maioria dessas moléculas é o resultado da expressão diferencial de genes e da interação entre eles em diferentes estágios de desenvolvimento.
Um desses genes é o Sonic hedgehog (Shh). Isso também está envolvido na formação de outras estruturas, como membros. Nas penas, Shh está nos estágios iniciais e finais e desempenha funções diferentes. Nos estágios iniciais, ele está presente na epiderme durante a formação do placódio e é mantido lá pela interação recíproca com as células mesenquimais da derme. Nos estágios finais, está presente no filamento da pena. Shh também é considerado um dos primeiros sinais na epiderme para a formação de placodes, o que significa que a expressão desse gene é necessária para a formação de penas. Acredita-se que possa até ser o gene responsável por iniciar a condensação das células que antecede o alargamento da epiderme para formar o placódio.
Outro grupo de genes de vital importância no desenvolvimento das penas são os fatores de crescimento de fibroblastos (FGFs): entre os mais importantes estão FGF2, FGF4, FGF5, FGF7 e FGF10. O FGF2 e o FGF4 são expressos em placódios e podem promover a formação de botões de penas, uma vez que poderiam atuar como promotores do desenvolvimento do placódio; FGF5 e FGF7 são expressos durante a formação do folículo das penas, mas não são necessários para o início do desenvolvimento das penas; e o FGF10 é expresso na derme dos primórdios das penas e pode induzir a expressão de reguladores positivos e negativos do desenvolvimento das penas. Além disso, o FGF10 também induz a expressão de BMP2. 
A BMP2 ou proteína 2 morfogênica óssea, é outra proteína que regula a formação correta das penas. Este é responsável pelo espaçamento correto dos botões das penas através da inibição lateral, evitando o recrutamento de células para formar o placódio, evitando a formação do botão das penas. Mas não age sozinho. Outra proteína morfogênica óssea, a BMP4, interage com a BMP2 e especifica o tamanho e a forma dos botões das penas.

## Evolução

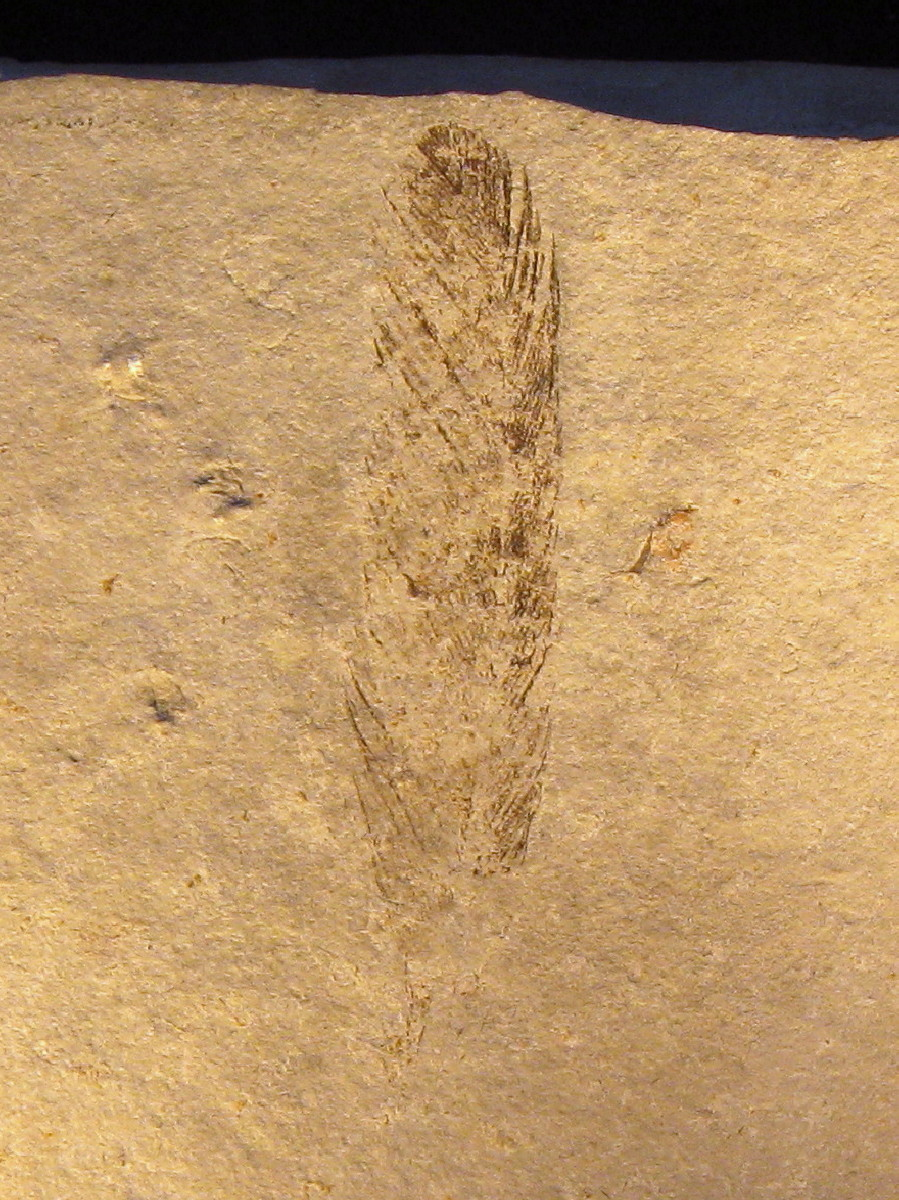
Pena fóssil de dinossauro não-identificado

A visão funcional da evolução das penas tradicionalmente se concentra no isolamento, no voo e na exibição. Descobertas de dinossauros emplumados não-voadores do Cretáceo Superior na China, no entanto, sugere-se que o voo não poderia ter sido a função primária original, pois as penas simplesmente não seriam capazes de fornecer qualquer forma de sustentação. Há sugestões de que as penas podem ter tido sua função original de termorregulação, impermeabilização ou mesmo como sumidouro de resíduos metabólicos como o enxofre. Descobertas recentes podem sustentar a função de termorregulação, ao menos em dinossauros menores. Alguns pesquisadores até argumentam que a termorregulação surgiu de cerdas no rosto que eram usadas como sensores táteis. Embora as penas tenham sido sugeridas como tendo evoluído de escamas reptilianas, não há consenso em relação a essa ideia. As teorias das origens das penas a partir das escamas sugerem que a estrutura da escamas plana foi modificada para se desenvolver em penas por divisão para formar a teia; no entanto, esse processo de desenvolvimento envolve uma estrutura tubular originada de um folículo e a divisão do tubo longitudinalmente para formar a teia.
O número de penas por unidade de área de pele é maior em aves menores do que em aves maiores, e essa tendência aponta para seu importante papel no isolamento térmico, uma vez que aves menores perdem mais calor devido à área de superfície relativamente maior em proporção ao seu peso corporal. A miniaturização das aves também desempenhou um papel na evolução do voo motorizado.
Acredita-se que a coloração das penas tenha evoluído principalmente em resposta à seleção sexual. Em um espécime fóssil de Anchiornis huxleyi, as características estão tão bem preservadas que a estrutura melanossoma (células de pigmento) pode ser observada. Ao comparar a forma dos melanossomos fósseis com os melanossomos de aves existentes, a cor e o padrão das penas em Anchiornis puderam ser determinados. Foi encontrado que Anchiornis possuía penas com padrão preto e branco nos membros anteriores e posteriores, com uma crista marrom-avermelhada. Este padrão é semelhante à coloração de muitas espécies de aves existentes, que usam a coloração da plumagem para exibição e comunicação, incluindo seleção sexual e camuflagem. É provável que as espécies de dinossauros não aviários utilizassem padrões de plumagem para funções semelhantes às das aves modernos antes da origem do voo. Em muitos casos, a condição fisiológica das aves (especialmente machos) é indicada pela qualidade de suas penas, e isso é usado (pelas fêmeas) na escolha do parceiro. Além disso, ao comparar diferentes espécimes de Ornithomimus edmontonicus, os indivíduos mais velhos foram encontrados para ter um penibráquio (uma estrutura em forma de asa consistindo de penas alongadas), enquanto os mais jovens não. Isso sugere que o penibráquio era uma característica sexual secundária e provavelmente tinha uma função sexual.
Penas e escamas são compostas de duas formas distintas de queratina, e por muito tempo se pensou que cada tipo de queratina era exclusivo para cada estrutura da pele (penas e escamas). No entanto, um estudo publicado em 2006 confirmou a presença do tipo de queratina encontrado em penas nos estágios iniciais de desenvolvimento das escamas de crocodilo americano. Esse tipo de queratina, que se pensava ser específico das penas, é suprimido durante o desenvolvimento embriológico do crocodilo e, portanto, não está presente nas escamas dos crocodilos maduros. A presença desta queratina homóloga em aves e crocodilianos indica que ela foi herdada de um ancestral comum. Isso pode sugerir que escamas de crocodilianos, penas de aves e dinossauros e picnofibras de pterossauros são todas expressões de desenvolvimento das mesmas estruturas primitivas de pele de arcossauro; sugerindo que penas e picnofibras podem ser homólogas.

### Dinosauros emplumados

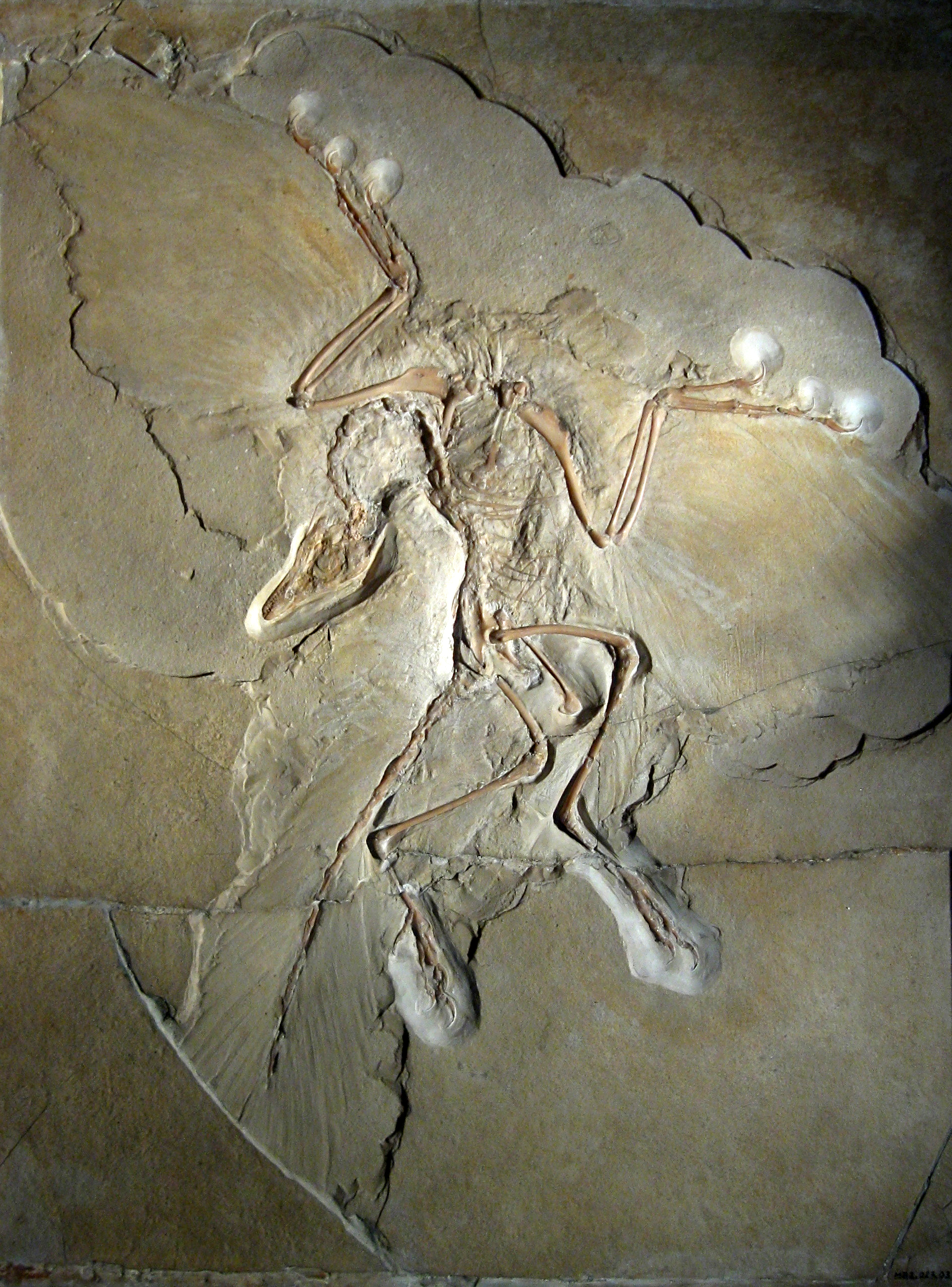
Archaeopteryx lithographica (espécime de Berlim)

Muitos dinossauros não-avianos emplumados possuíam penas em seus membros que não funcionariam para o voo. Uma teoria sugere que as penas evoluíram inicialmente em dinossauros devido às suas propriedades de isolamento térmico; então, pequenas espécies de dinossauros que desenvolveram penas mais longas podem tê-las considerado úteis para planar, levando à evolução de proto-aves como Archaeopteryx e Microraptor zhaoianus. Outra teoria postula que a vantagem adaptativa original das primeiras penas estava relacionada com a seleção sexual devido à pigmentação ou iridescência. Dinossauros com penas ou proto-penas incluem Pedopenna daohugouensis e Dilong paradoxus, um tiranossauroide que é cerca de 60-70 milhões de anos mais antigo que Tyrannosaurus rex.
A maioria dos dinossauros com penas ou proto-penas de que se tem conhecimento são terópodes. No entanto, estruturas tegumentares filamentosas semelhantes a penas também foram encontradas nos dinossauros ornitísquios Tianyulong e Psitacossauro. A natureza exata dessas estruturas ainda está em estudo. No entanto, acredita-se que as penas do estágio 1 (consulte a seção estágios evolutivos abaixo), como aquelas vistos nesses dois ornitísquios, provavelmente funcionaram para cortejo. Em 2014, relatou-se que o ornitísquio Kulindadromeus possuía estruturas semelhantes às penas do estágio 3.
Desde a década de 1990, dezenas de dinossauros com penas foram descobertos no clado Maniraptora, que inclui o clado Avialae e os ancestrais comuns recentes das aves, Oviraptorosauria e Deinonychosauria. Em 1998, a descoberta de um oviraptorossauro com penas, Caudipteryx zoui, desafiou a noção de penas como uma estrutura exclusiva de Avialae. Encontrado na Formação Yixian em Liaoning, China, C. zoui viveu durante o Período Cretáceo Inferior. Presente nos membros anteriores e na cauda, sua estrutura tegumentar foi aceita como penas penáceas com base no padrão do ráquis e das barbas. No clado Deinonychosauria, a divergência contínua de penas também é aparente nas famílias Troodontidae e Dromaeosauridae. Penas ramificadas com ráquis, barbas e bárbulas foram descobertas em muitos membros, incluindo Sinornithosaurus millenii, um dromeossaurídeo encontrado na formação Yixian (124,6 MYA),
Anteriormente, existia um paradoxo temporal na evolução das penas - terópodes com características semelhantes a aves altamente derivadas ocorreram em um momento posterior a Archaeopteryx - sugerindo que os descendentes das aves surgiram antes do ancestral. No entanto, a descoberta de Anchiornis huxleyi na Formação Tiaojishan do Jurássico Superior (160 MYA) no oeste de Liaoning em 2009 resolveu o paradoxo. 
Ao ser anterior a Archaeopteryx, Anchiornis prova a existência de um ancestral terópode com penas modernas, fornecendo informações sobre a transição dinossauro-ave. O espécime mostra distribuição de grandes penas penáceas nos membros anteriores e na cauda, sugerindo que as penas penáceas se espalharam para o resto do corpo em um estágio anterior na evolução dos terópodes. O desenvolvimento das penas penáceas não substituiu as penas filamentosas anteriores. Penas filamentosas são preservadas ao lado de penas de voo de aparência moderna em âmbar de 80 milhões de anos de Alberta - incluindo algumas com modificações encontradas nas penas de aves mergulhadoras existentes.
Duas pequenas asas presas em âmbar datadas de 100 mya show plumagem existiram em alguns predecessores de aves. As asas provavelmente pertenceram a enantiornithes, um grupo diversificado de dinossauros avianos.
Uma grande análise filogenética dos primeiros dinossauros por Matthew Baron, David B. Norman e Paul Barrett (2017) descobriu que Theropoda é, na verdade, mais intimamente relacionado a Ornithischia, ao qual formou o grupo irmão dentro do clado Ornithoscelida. O estudo também sugeriu que se as estruturas semelhantes a penas de terópodes e ornitísquios fossem de origem evolutiva comum, então seria possível que as penas estivessem restritas a Ornithoscelida. Se assim for, então a origem das penas provavelmente teria ocorrido já no Triássico Médio.

### Estágios evolucionários

Diagrama ilustrando estágios da evolução.

Vários estudos do desenvolvimento das penas em embriões de aves modernas, juntamente com a distribuição dos tipos de penas entre vários precursores de aves pré-históricas, permitiram aos cientistas tentar uma reconstrução da sequência em que as penas primeiro evoluíram e se desenvolveram nos tipos encontrados em aves modernas.
A evolução das penas foi dividida nas seguintes fases por Xu e Guo em 2009:
1. Filamento único
2. Vários filamentos unidos em sua base
3. Vários filamentos unidos em sua base a um filamento central
4. Vários filamentos ao longo do comprimento de um filamento central
5. Vários filamentos surgindo da borda de uma estrutura membranosa
6. Pena penácea com véxilo de barbas e bárbulas e ráquis central
7. Pena penácea com raque assimétrica
8. Barba indiferenciada com raque central

No entanto, Foth (2011) mostrou que alguns desses estágios supostos (estágios 2 e 5 em particular) são provavelmente simplesmente artefatos de preservação causados pela maneira como as penas fósseis são esmagadas e os restos de penas ou marcas são preservados. Foth reinterpretou penas do estágio 2 como penas esmagadas ou mal identificadas de pelo menos estágio 3, e penas do estágio 5 como penas esmagadas do estágio 6.
O seguinte diagrama simplificado de relações de dinossauros segue esses resultados e mostra a distribuição provável de penas plumáceas e penáceas entre dinossauros e aves pré-históricas. O diagrama segue aquele apresentado por Xu e Guo (2009) modificado com as descobertas de Foth (2011). Os números que acompanham cada nome referem-se à presença de estágios de penas específicos. Observe que 's' indica a presença conhecida de escamas no corpo.